# Iaroslav Podlesnikh
Iaroslav Igorievitch Podlesnikh (en russe : Ярослав Игоревич Подлесных) est un joueur russe de volley-ball né le 3 novembre 1994. Il mesure 1,96 m et joue passeur.

## Clubs
| Club      | De        | À         |
| --------- | --------- | --------- |
| VK Grozny | 2013-2014 | 2014-2015 |

## Palmarès
Néant.